# Търговия в Древен Египет
Големите търговски сделки с чуждите страни са били в ръцете на фараона, който изпращал свои служители на обиколка из пазарите и на преговори с царете, владеещи източните средиземноморски пристанища, за да закупят дървен материал и продукти, употребявани от двора и висшите сановници. Жреците също са разполагали със своя флота, която изпращали при покупка на дървен материал, използван при строителството на храмове, и за благовония, необходими при обслужването на култа. В епохите на могъщество тези чужди стоки не се купували, а се получавали като налог от Нубия и азиатските държави. И пак държавата е била тази, която организира експедициите в Червено море, където се разменят накити срещу безценните продукти на Пунт.
Съществувала е и вътрешна търговия, която може да се осъществява само на конкретни места. Изключения са хората, като Беб, с най-обикновен произход, който забогатял от търговия, като пренасял стоката си с мулета и кораби, построил складове и в крайна сметка успял да стане везир на фараон от Средното царство. Разполагаме с изображения от Старото царство на пазарите, намиращи се в градове и села, където се е осъществявала размяната на стоки. Продавачите седят пред сергиите си — голям кош със зеленчуци, сладкиши, гримове и парфюми, риба, която продавачът грижливо изчиства преди да я продаде, накити и бижута. Купувачите, мъже и жени, носят на раменете си торби или малки ковчежета, съдържащи продуктите, които ще разменят срещу изложената стока. Наличието на такива изображения са доказателство за съществуването на дребна търговия в местен план. Въпреки контролираната от държавата икономика на Египет, би било странно, ако не е съществувала търговия с много по-голямо значение, отколкото става видно от условните изображения. Безспорно многобройните египетски пазари трябва да са изглеждали като всички останали източни и африкански пазари, така, както можем да ги видим и в наши дни.